# Alba Longa

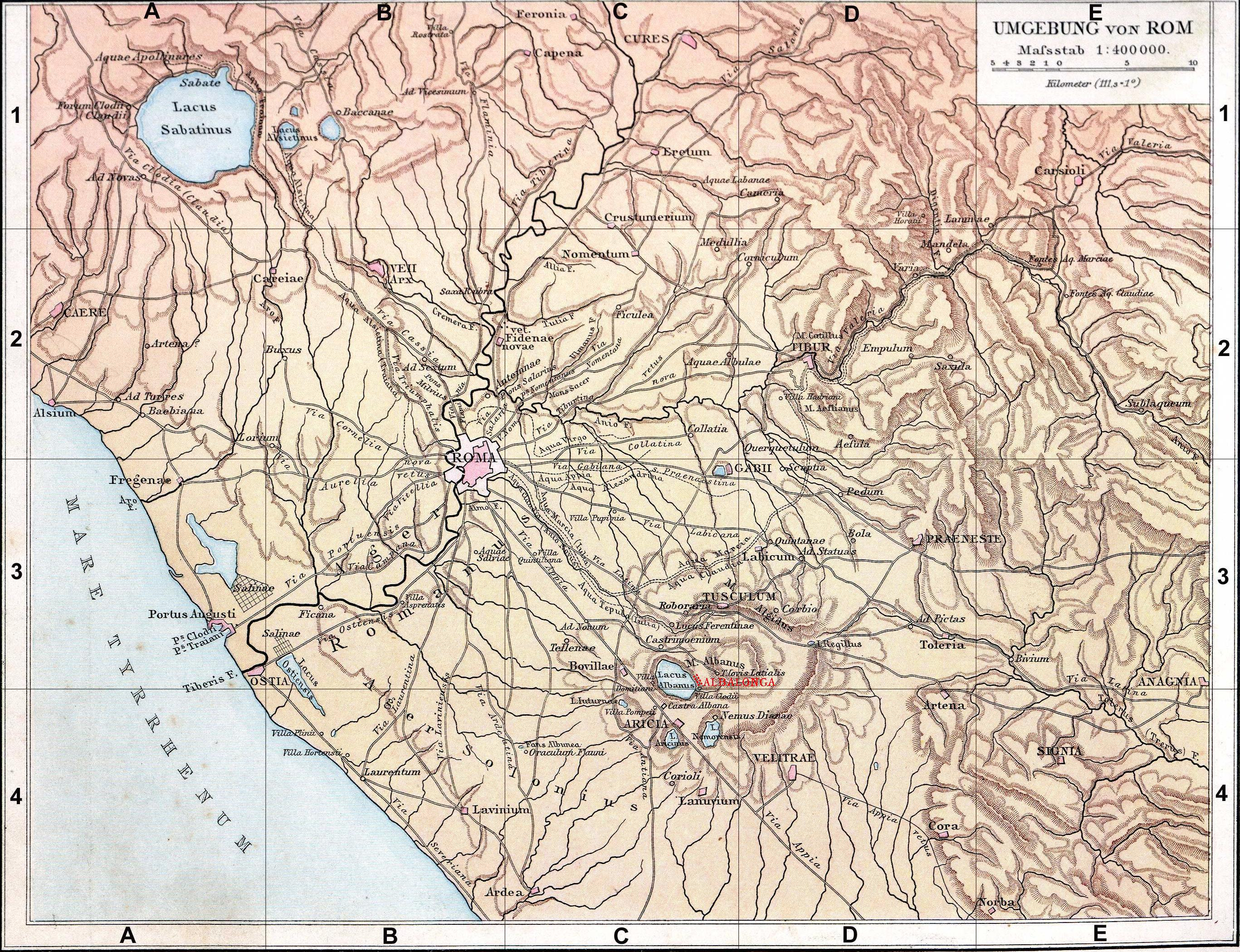

Alba Longa a fost un oraș în Latium (Peninsula Italică) fondat, potrivit legendei, de Ascanius, fiul lui Enea. Orașul a fost cucerit de romani în timpul regelui Tullius Hostilius.